# Pyrrhogyra toppini
Pyrrhogyra toppini is een vlinder uit de familie Nymphalidae. De wetenschappelijke naam van de soort is voor het eerst geldig gepubliceerd in 1915 door Emily Mary Bowdler Sharpe.